# Exocentrus kusamai
Exocentrus kusamai là một loài bọ cánh cứng trong họ Cerambycidae.